# 大垣市郷土館
大垣市郷土館（おおがきしきょうどかん）は、岐阜県大垣市にある博物館である。
歴代大垣藩主（戸田氏）の肖像、武具の展示の他、江戸時代から昭和の大垣市出身、ゆかりの画家、書道家、書人の絵画、掛け軸などの美術品を展示する。

## 概要
- 歴代大垣藩藩主戸田公の資料、郷土の歴史、先賢に関する資料などを保管展示する事を目的とする施設である[2]。戸田氏鉄が寛永12年（1635年）に大垣城に入城してから350年を記念し、1985年（昭和60年）10月9日開館。
- 歴代大垣藩主戸田公の顕彰が中心であり、歴代藩主の肖像、武具、調度品の他、大垣市ゆかりの人物の美術品、資料を展示する。
- 大垣公園の北西に隣接し、大垣城にも近い。
- 郷土館の敷地は大垣藩最後の家老戸田鋭之助[3][4]の屋敷跡である。正門と塀（附船板塀）は当時のものである。
- 2006年（平成18年）から指定管理者制度を導入し公益財団法人大垣市文化事業団が管理運営を行っていたが、2019年（平成31年）4月から大垣市直営施設に戻されている[1]。

## 所在地
- 大垣市丸の内2丁目4番地

## 施設情報
- 開館時間

9:00～17:00　（入館は16：30まで）
- 休館日

毎週火曜日（火曜日が祝日の場合はその翌日）
祝日の翌日
年末・年始（12月29日～1月3日）
- 入館料

一般　100円
18歳未満　無料
大垣城との共通券、大垣城・奥の細道むすびの地記念館・大垣市守屋多々志美術館との4館共通券もある。

## 交通
- 大垣駅より徒歩8分。
- 駐車場は無いため、有料の市営駐車場などを利用。

## その他
- 2000年に開催された決戦関ヶ原大垣博では、テーマ館として使用された。